# Rébellion des Hayato
La rébellion des Hayato (隼人の反乱, Hayato no hanran) (720–721) est un soulèvement des Hayato du sud de Kyūshū contre l'autorité centrale du Japon. Après un an et demi de combats, les Hayato sont vaincus et la cour impériale japonaise établit sa domination sur le sud de Kyūshū.

## Contexte
Dans la seconde moitié du VIIe siècle>, l'influence de la cour de Yamato s'étend au sud de Kyūshū mais les populations Kumaso et Hayato dispersées la refusent. La cour tente d'introduire son propre système ritsuryō dans toute sa sphère d'influence mais les populations du sud de Kyushu résistent parce que le ritsuryō est basé sur la culture du riz pour laquelle le sol volcanique du sud de Kyūshū est inadapté.
D'autre part, la cour développe également son commerce avec la Chine continentale à travers les îles Ryūkyū. Elle organise une expédition d'enquête appelée 覓国使 (bekkokushi) pour étudier le sud de Kyūshū et des îles Kyūshū mais en 700 les bekkokushi sont menacés par les habitants locaux dans diverses régions du sud de Kyūshū.
La cour amasse des armes dans le dazaifu et en 702 envoie des troupes au sud de Kyūshū. En même temps, elle y établit la future province de Satsuma et renforce la structure du gouvernement local. En 713, la province d'Ōsumi est établie et 5 000 habitants de la province de Buzen, où le système ritsuryō a déjà été mis en place, y sont envoyés vivre et guider l'adoption continue du ritsuryō. Les tensions augmentent à mesure que la cour continue de faire pression pour imposer le ritsuryō, en particulier le système handen-shūju, sur la population Hayato qui pratique l'utilisation des terres communales.

## La rébellion
Au début de l'année 720, la cour impériale est informée par le dazaifu que Yako no Fuhitomaro (陽候史麻呂), le gouverneur de la province d'Ōsumi, a été tué. En une semaine, la cour désigne Ōtomo no Tabito « 
grand général pour soumettre les Hayato » (征隼人持節大将軍) avec Kasa no Mimuro (笠御室) et Kose no Mahito (巨勢真人) comme vice-généraux et les envoie au combat.
Du côté des Hayato, plusieurs milliers de soldats sont rassemblés et retranchés dans sept châteaux. En réponse, la cour réunit plus de dix mille hommes de troupes des différentes régions de Kyūshū et les divise en une attaque sur deux fronts qui avancent de l'est et de l'ouest. Trois mois après que l'attaque a été lancée, ils signalent la défaite de cinq des sept châteaux. Cependant, ils rencontrent des difficultés inattendues lors de l'attaque des deux forteresses restantes, 曽於乃石城 (soonoiwaki) et 比売之城 (himenoki). Les hostilités se prolongent et après deux mois, Ōtomo retourne dans la capitale, laissant ses vice-généraux diriger les opérations.
Après presque un an et demi de combats, la rébellion se termine par la défaite des Hayato. À la mi-721, les vice-généraux retournent dans la capitale avec des prisonniers de guerre. Entre ceux qui ont été tués et ceux qui ont été pris, le Shoku Nihongi rapporte un nombre total de 1 400 victimes chez les Hayato. En raison de la rébellion, l'application du handen-Shūju  est reportée et le système n'est finalement mis en œuvre qu'en 800, presque quatre-vingts ans après la fin de la rébellion.

## Source de la traduction
- (en) Cet article est partiellement ou en totalité issu de l’article de Wikipédia en anglais intitulé « Hayato Rebellion » (voir la liste des auteurs).